# 1096 (numero)
Millenovantasei (1096) è il numero naturale dopo il 1095 e prima del 1097.

## Proprietà matematiche
- È un numero pari.
- È un numero composto da 8 divisori: 1, 2, 4, 8, 137, 274, 548, 1096. Poiché la somma dei suoi divisori (escluso il numero stesso) è 974 < 1096, è un numero difettivo.
- È esprimibile in un solo modo come somma di due quadrati: 1096 = 900 + 196 = 302 + 142.
- È un numero rifattorizzabile in quanto divisibile per il numero dei propri divisori.
- È un numero odioso.
- È parte delle terne pitagoriche (704, 840, 1096), (822, 1096, 1370), (1096, 2055, 2329), (1096, 18753, 18785), (1096, 37530, 37546), (1096, 75072, 75080), (1096, 150150, 150154), (1096, 300303, 300305).

## Astronomia
- 1096 Reunerta è un asteroide della fascia principale del sistema solare.
- NGC 1096 è una galassia nella costellazione dell'Orologio.

## Astronautica
- Cosmos 1096 è un satellite artificiale russo.